# Culicia tenuisepes
Culicia tenuisepes is een rifkoralensoort uit de familie van de Rhizangiidae. De wetenschappelijke naam van de soort is voor het eerst geldig gepubliceerd in 1997 door Ogawa, Takahashi & Sakai.